# Абд аль-Халим Абу Газала
Абд аль-Халим Абу Газала (араб. محمد عبد الحليم أبو غزالة;
15 января 1930, Бухейра — 6 сентября 2008, Каир) — египетский политический, государственный и военный деятель, фельдмаршал, Верховный главнокомандующий вооруженными силами Египта, военный министр Египта (1982—1989).

## Биография
Родился в крестьянской семье.
Вступил в египетскую армию в 1949 году. Окончил Каирскую военную академию. Стажировался в СССР. Учился в Каирском университете.
Будучи студентом Военной Академии участвовал в Июльской революции в Египте 1952 года, был членом Движения свободных офицеров Египета.
Занимал ряд ответственных должностей. В 1981 году был назначен директором Департамента военной разведки.
С 1982 по 1989 год — министр обороны и военного производства, главнокомандующий вооруженными силами Египта, в 1982 году ему было присвоено звание генерал-фельдмаршала. Затем работал заместителем премьер-министра (1982—1989), позже назначен помощником Президента.
Участник Арабо-израильской войны (1947—1949), Синайской войны, Шестидневной войны, Войны Судного дня и Войны в Персидском заливе.
На первых в стране конкурентных выборах 2005 года рассматривался как потенциальный кандидат при поддержке нелегальной организации «Братья-мусульмане».
Абу Газала также известен как военно-политический писатель.
Награждён многими орденами и медалями.
Умер от рака.